# Hôtel de la Caisse d'épargne d'Oyonnax
L'hôtel de la Caisse d'épargne est un bâtiment du début du XXe siècle situé à Oyonnax, en France.

## Situation et accès
L'édifice est situé au no 4 de la place du 11-Novembre-1943, dans le centre-ville d'Oyonnax, et plus largement au nord-est du département de l'Ain.

## Histoire
L'adjudication au rabais et en un seul lot des travaux de construction de l'hôtel de la Caisse d'épargne a lieu le 16 avril 1908, à 14 h, dans la salle de l'hôtel de ville. Le nouvel édifice est élevé sur la plans de l'architecte oyonnaxien Léopold Lavaud. L'hôtel est ouvert au public le 2 janvier 1910.